# Korsikazeisig

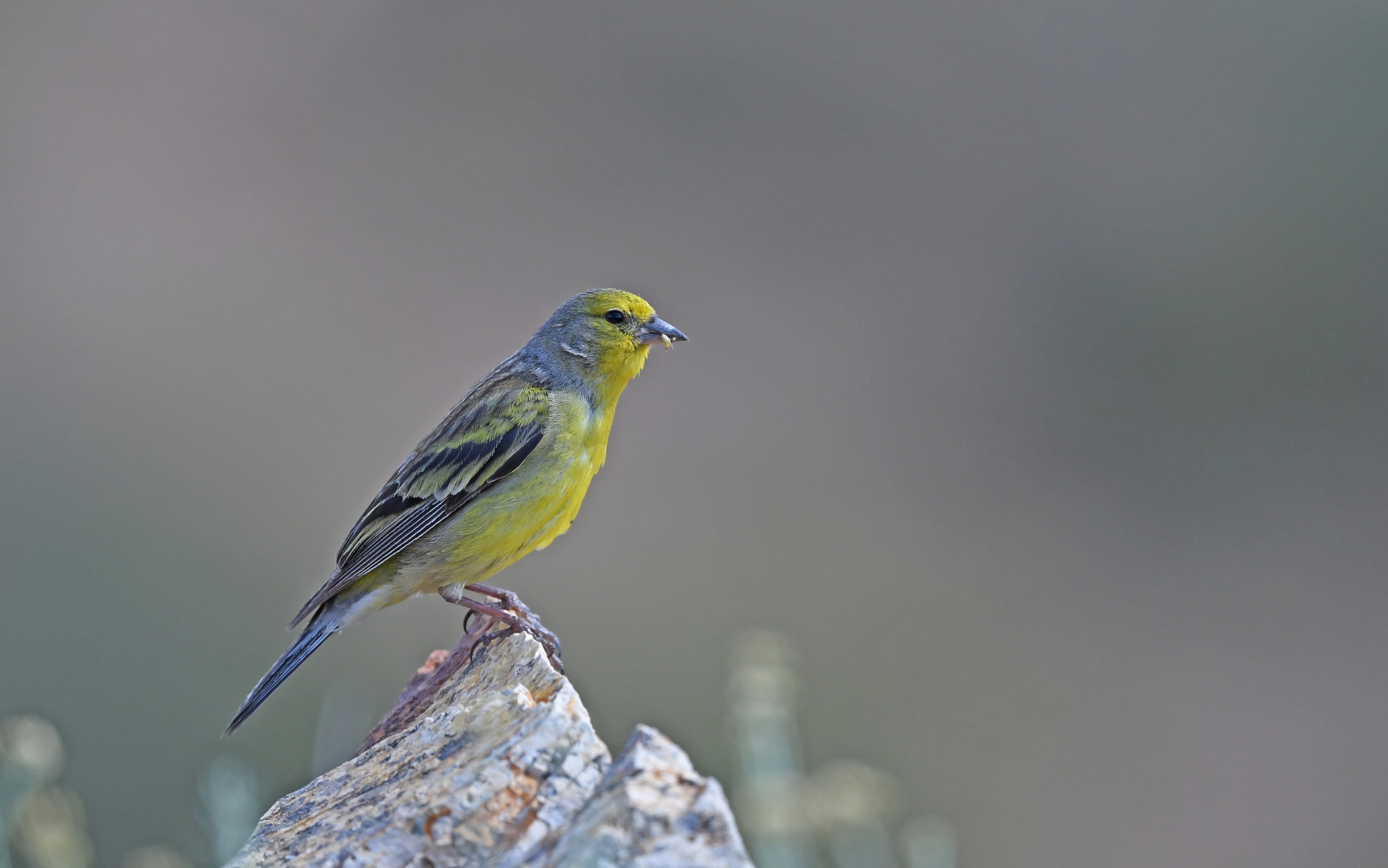
Korsikazeisig

Der Korsikazeisig (Carduelis corsicana, Syn.: Carduelis corsicanus, Serinus corsicana), auch Korsischer Zitronenzeisig oder Korsischer Zitronengirlitz genannt, ist eine Art  aus der Familie der Finken (Fringillidae). Lange Zeit wurde er in die Gattung der Girlitze (Serinus) eingeordnet, aber er ist näher mit den Stieglitzartigen (Carduelis) verwandt.

## Erscheinungsbild
Der Korsikazeisig ist gelblichgrün gefärbt und diffus gezeichnet. Er ist 12 cm lang. Der kurze Kegelschnabel ist spitz. Im dunklen Flügel befinden sich zwei gelblichgrüne Flügelbinden. Im Unterschied zum Zitronenzeisig ist die Oberseite rostbraun mit dunklen Streifen und die Unterseite intensiver hellgelb gefärbt.

## Verbreitung
Der Korsikazeisig ist auf den Inseln Korsika, Sardinien, Elba, Capraia und Gorgona verbreitet.

## Systematik
Der Korsikazeisig wurde bisher formal als Unterart des Zitronenzeisigs geführt, er unterscheidet sich jedoch von diesem sowohl in der Morphologie als auch in der Stimmlage (Cramp u. Perrins 1994, Förschler u. Kalko 2007). Diese Annahme wird durch Untersuchungen der mitochondrialen DNA (Sangster, 2000) bestätigt, so dass der Korsikazeisig nun als eigenständige Art geführt wird (Sangster et al., 2002).